# Khazibudihal, Badami
Khazibudihal là một làng thuộc tehsil Badami, huyện Bagalkot, bang Karnataka, Ấn Độ.